# Torneo preliminare FIRA 1998-1999
Il Trofeo preliminare FIRA 1998-99 fu il 35º e ultimo torneo internazionale di rugby a 15 organizzato dalla FIRA.
Al pari delle edizioni 1994-95, 1996-97 e 1997-98, si svolse senza la partecipazione di Francia, Italia e Romania, ovvero le tre migliori formazioni della competizione, impegnate nelle qualificazioni alla Coppa del Mondo 1999.
Tale torneo faceva seguito a un periodo di profondissima trasformazione nel rugby in Europa: la disciplina stava muovendo i suoi primi passi nel professionismo, introdotto appena tre anni prima, l'Italia era stata ammessa a gennaio 1998 nel Cinque Nazioni e la stessa FIRA, già de facto demandata ad amministratrice del rugby solo nel Vecchio continente, a fine 1999 avrebbe definitivamente ufficializzato tale status ridenominandosi FIRA – Associazione Europea di Rugby (in francese FIRA – Association Européenne de Rugby).
Quello in oggetto fu quindi in assoluto l'ultimo torneo internazionale organizzato dalla FIRA con tale denominazione; per la stagione successiva la rinnovata FIRA-AER istituì il Campionato europeo per nazioni, per la cui composizione il torneo 1998-99 funse da preliminare: fatta salva, infatti, la consistenza della sua prima divisione, costituita dalle prime cinque squadre europee alle spalle di quelle del Sei Nazioni (ovvero la Romania e la Spagna, partecipanti alla Coppa del Mondo 1999, più Georgia, Paesi Bassi e Portogallo, che presero parte alle qualificazioni per la rassegna mondiale), rimanevano da stabilire le formazioni che avrebbero preso parte alla seconda, terza e quarta divisione del torneo.
La FIRA istituì tre poule di merito, chiamate in ordine decrescente Gold, Silver e Bronze, per stabilire una graduatoria, determinata dalla classifica finale di ciascuna di esse, al fine di assegnare alle varie divisioni le squadre.
La prima classificata della sezione Gold, la Russia, ricevette un riconoscimento che, tuttavia, non è contemplato nel palmarès del campionato europeo, la cui trentaduesima edizione, la prima dopo quella del 1995-97, si tenne nel 1999-2000.

## Squadre partecipanti
| Divisione Gold | Divisione Silver | Divisione Silver     | Divisione Silver | Divisione Bronze |
| Divisione Gold | Girone A         | Girone B             | Girone C         | Divisione Bronze |
| -------------- | ---------------- | -------------------- | ---------------- | ---------------- |
| Polonia        | Belgio           | Austria              | Danimarca        | Andorra          |
| Rep. Ceca      | Germania         | Bosnia ed Erzegovina | Lettonia         | Bulgaria         |
| Russia         | Jugoslavia       | Croazia              | Lituania         | Israele          |
| Ucraina        | Lussemburgo      | Slovenia             | Svezia           | Monaco           |
|                | Tunisia          | Ungheria             |                  | Svizzera         |

## Divisione Gold
| Data       | Incontro            | Risultato | Sede      |
| ---------- | ------------------- | --------- | --------- |
| 26-9-1998  | Rep. Ceca — Ucraina | 22-27     | Praga     |
| 24-10-1998 | Polonia — Rep. Ceca | 18-18     | Bydgoszcz |
| 1-5-1999   | Ucraina — Polonia   | 37-18     | Kiev      |
| 8-5-1999   | Russia — Ucraina    | 43-13     | Penza     |
| 15-5-1999  | Polonia — Russia    | 13-72     | Danzica   |
| 29-5-1999  | Rep. Ceca — Russia  | 13-52     | Vyškov    |

|    | Classifica | G | V | N | P | PF  | PS  | P±   | PT |
| -- | ---------- | - | - | - | - | --- | --- | ---- | -- |
| D2 | Russia     | 3 | 3 | 0 | 0 | 167 | 39  | +128 | 9  |
| D2 | Ucraina    | 3 | 2 | 0 | 1 | 77  | 83  | -6   | 7  |
| D3 | Rep. Ceca  | 3 | 0 | 1 | 2 | 53  | 97  | -44  | 4  |
| D3 | Polonia    | 3 | 0 | 1 | 2 | 49  | 127 | -78  | 4  |

## Divisione Silver

### Girone A
| Data       | Incontro                 | Risultato | Sede        |
| ---------- | ------------------------ | --------- | ----------- |
| 10-10-1998 | Belgio — Jugoslavia      | 12-6      | Bruxelles   |
| 11-10-1998 | Germania — Tunisia       | 12-3      | Hannover    |
| 24-10-1998 | Tunisia — Belgio         | 23-9      | Tunisi      |
| 25-10-1998 | Germania — Lussemburgo   | 54-7      | Heusenstamm |
| 6-3-1999   | Belgio — Lussemburgo     | 38-8      | Bruxelles   |
| 25-4-1999  | Germania — Belgio        | 27-17     | Heidelberg  |
| 25-4-1999  | Jugoslavia — Lussemburgo | 0-3       | per forfait |
| 1-5-1999   | Lussemburgo — Tunisia    | 5-32      | Cessange    |
| 8-5-1999   | Tunisia — Jugoslavia     | 45-6      | Tunisi      |
| 22-5-1999  | Jugoslavia — Germania    | 0-3       | per forfait |

|    | Classifica  | G | V | N | P | PF  | PS  | P±   | PT |
| -- | ----------- | - | - | - | - | --- | --- | ---- | -- |
| D2 | Germania    | 4 | 4 | 0 | 0 | 97  | 30  | +67  | 12 |
| D3 | Tunisia     | 4 | 3 | 0 | 1 | 106 | 33  | +73  | 10 |
| D3 | Belgio      | 4 | 2 | 0 | 2 | 76  | 64  | +12  | 8  |
| D4 | Lussemburgo | 4 | 1 | 0 | 3 | 20  | 124 | -104 | 6  |
| D4 | Jugoslavia  | 4 | 0 | 0 | 4 | 12  | 60  | -48  | 2  |

### Girone B
| Data       | Incontro                        | Risultato | Sede         |
| ---------- | ------------------------------- | --------- | ------------ |
| 10-10-1998 | Bosnia ed Erzegovina — Croazia  | 5-74      | Zenica       |
| 10-10-1998 | Slovenia — Ungheria             | 16-12     | Lubiana      |
| 17-10-1998 | Austria — Bosnia ed Erzegovina  | 26-19     | Vienna       |
| 7-11-1998  | Ungheria — Croazia              | 3-29      | Kecskemét    |
| 7-11-1998  | Slovenia — Austria              | 25-9      | Lubiana      |
| 24-4-1999  | Bosnia ed Erzegovina — Slovenia | 11-15     | Sarajevo     |
| 15-5-1999  | Croazia — Slovenia              | 56-9      | Porto Tolero |
| 15-5-1999  | Ungheria — Bosnia ed Erzegovina | 34-3      | Esztergom    |
| 22-5-1999  | Croazia — Austria               | 35-0      | Zagabria     |
| 29-5-1999  | Austria — Ungheria              | 33-7      | Vienna       |

|    | Classifica           | G | V | N | P | PF  | PS  | P±   | PT |
| -- | -------------------- | - | - | - | - | --- | --- | ---- | -- |
| D2 | Croazia              | 4 | 4 | 0 | 0 | 204 | 17  | +187 | 12 |
| D4 | Slovenia             | 4 | 3 | 0 | 1 | 65  | 88  | -23  | 10 |
| D4 | Austria              | 4 | 2 | 0 | 2 | 68  | 86  | -18  | 8  |
| D4 | Ungheria             | 4 | 1 | 0 | 3 | 56  | 91  | -35  | 6  |
| D4 | Bosnia ed Erzegovina | 4 | 0 | 0 | 4 | 38  | 149 | -111 | 4  |

### Girone C
| Data       | Incontro             | Risultato | Sede        |
| ---------- | -------------------- | --------- | ----------- |
| 17-10-1998 | Lettonia — Svezia    | 18-13     | Riga        |
| 31-10-1998 | Danimarca — Svezia   | 19-9      | Copenaghen  |
| 7-11-1998  | Lettonia — Danimarca | 0-23      | Riga        |
| 8-5-1999   | Lituania — Lettonia  | 10-30     | Vilnius     |
| 29-5-1999  | Danimarca — Lituania | 83-6      | Copenaghen  |
| 12-6-1999  | Svezia — Lituania    | 3-0       | per forfait |

|    | Classifica | G | V | N | P | PF  | PS  | P±   | PT |
| -- | ---------- | - | - | - | - | --- | --- | ---- | -- |
| D2 | Danimarca  | 3 | 3 | 0 | 0 | 125 | 15  | +110 | 9  |
| D3 | Lettonia   | 3 | 2 | 0 | 1 | 48  | 46  | +2   | 7  |
| D4 | Svezia     | 3 | 1 | 0 | 2 | 25  | 37  | -12  | 5  |
| D4 | Lituania   | 3 | 0 | 0 | 3 | 16  | 116 | -100 | 2  |

## Divisione Bronze
| Data       | Incontro            | Risultato | Sede     |
| ---------- | ------------------- | --------- | -------- |
| 26-9-1998  | Andorra — Svizzera  | 14-15     | Andorra  |
| 31-10-1998 | Bulgaria — Andorra  | 5-3       | Sofia    |
| 21-11-1998 | Svizzera — Bulgaria | 48-8      | Nyon     |
| 27-2-1999  | Andorra — Monaco    | 29-6      | Andorra  |
| 3-4-1999   | Svizzera — Israele  | 40-7      | Monthey  |
| 10-4-1999  | Monaco — Svizzera   | 16-20     | Monaco   |
| 24-4-1999  | Bulgaria — Israele  | 10-11     | Sofia    |
| 29-5-1999  | Israele — Monaco    | 27-15     | Ra'anana |
| 12-6-1999  | Monaco — Bulgaria   | 21-16     | Monaco   |
| 12-6-1999  | Israele — Andorra   | 13-19     | Ra'anana |

|    | Classifica | G | V | N | P | PF  | PS | P±  | PT |
| -- | ---------- | - | - | - | - | --- | -- | --- | -- |
| D3 | Svizzera   | 4 | 4 | 0 | 0 | 123 | 45 | +78 | 12 |
| D4 | Andorra    | 4 | 2 | 0 | 2 | 65  | 39 | +26 | 8  |
| D4 | Israele    | 4 | 2 | 0 | 2 | 58  | 84 | -26 | 8  |
| D4 | Monaco     | 4 | 1 | 0 | 3 | 58  | 92 | -34 | 6  |
| D4 | Bulgaria   | 4 | 1 | 0 | 3 | 39  | 83 | -44 | 6  |

## Assegnazioni per il campionato europeo per nazioni 1999-2000
| 1ª divisione | 2ª divisione | 3ª divisione | 4ª divisione |
| ------------ | ------------ | ------------ | ------------ |
| Georgia      | Croazia      | Belgio       | Andorra      |
| Paesi Bassi  | Danimarca    | Lettonia     | Austria      |
| Portogallo   | Germania     | Polonia      | Bulgaria     |
| Romania      | Russia       | Rep. Ceca    | Israele      |
| Spagna       | Ucraina      | Svizzera     | Jugoslavia   |
|              |              | Tunisia      | Lituania     |
|              |              |              | Lussemburgo  |
|              |              |              | Moldavia     |
|              |              |              | Monaco       |
|              |              |              | Norvegia     |
|              |              |              | Slovenia     |
|              |              |              | Svezia       |
|              |              |              | Ungheria     |